# مستانه جزایری
مستانه جزایری (زادهٔ ۱۳۲۴ در تهران) بازیگر سینما و تلویزیون است.
او پس از اتمام تحصیلات متوسطه فعالیت هنری خود را با فیلم آبنبات چوبی به کارگردانی امان منطقی در سال ۱۳۵۱ شروع کرد. در همین سال پا به تلویزیون هم گذاشت و در چند مجموعه تلویزیونی ایفای نقش کرد از جمله در سریال معروف دایی‌جان ناپلئون در نقش اختر خواهر آسپیران ایفای نقش کرد.
جزایری در نظرسنجی ۱۳۵۳ به‌عنوان دهمین بازیگر محبوب شناخته شد. او در سینما در پانزده فیلم ایفای نقش کرده‌‌ است.

## فیلم‌شناسی

### سینمایی
1. خشم الهی (۱۳۵۸) در پوستر فیلم نام او پری جزایری ذکر شده. این فیلم نمایش داده نشد.[۳]
2. حق و ناحق (۱۳۵۷)
3. صمد در راه اژدها (۱۳۵۶)
4. اگر برگی نریزد (۱۳۵۵)
5. بی‌نشان (۱۳۵۵)
6. انگشت‌نما (۱۳۵۴)
7. هم‌خون (۱۳۵۴)
8. جوجه فکلی (۱۳۵۳)
9. گوزن‌ها (۱۳۵۳)
10. ماشین مشتی ممدلی (۱۳۵۳)
11. بوسه بر لب‌های خونین (۱۳۵۲)
12. خورشید در مرداب (۱۳۵۲)
13. خیالاتی (۱۳۵۲)
14. مکافات (۱۳۵۲)
15. آبنبات چوبی (۱۳۵۱) اولین حضور سینمایی با نام هنری ساحره

### تلویزیونی
- دلیران تنگستان (۱۳۵۰–۱۳۵۲)
- دایی‌جان ناپلئون (۱۳۵۵)
- سمک عیار (۱۳۵۴)
- عکاس‌باشی (۱۳۵۶)